# Konstantin Kisin
Konstantin Vadimovich Kisin (em russo:  Константин Вадимович Кисин; nascido em 25 de dezembro de 1982) é um satírico russo-britânico, autor, comentarista político e co-apresentador (com Francis Foster) do podcast Triggernometry. Kisin escreveu para uma série de publicações, incluindo Quillette, The Spectator, The Daily Telegraph e Standpoint sobre questões relacionadas à censura tecnológica, cultura Woke, comédia e tópicos de guerra cultural no passado, mas atualmente publica artigos sobre esses assuntos em seu Substack.

## Carreira

### Comédia Stand Up
Em 2019, ele levou seu show Orwell That Ends Well para o Festival Fringe de Edimburgo e recebeu críticas mistas. O Daily Telegraph incluiu o show em sua lista dos melhores shows de comédia do Festival de Edimburgo,  The Student descreveu-o como "hilário e refrescante",  enquanto a Fest Magazine o chamou de "absurdo reacionário e imprudente"  e The Jewish Chronicle descreveu Kisin como um "antagonista" e avaliaram o show em 2/5.    Kisin confirmou em 2022, ao aparecer no Joe Rogan Experience, que está atualmente fazendo uma pausa no stand-up.

### Comentário político
Em março de 2022, ele apareceu como palestrante na primeira edição do BBC Question Time após a invasão russa da Ucrânia. Ele falou sobre como não sente nada além de vergonha pelo seu país natal (Rússia) e como a sua família na Ucrânia está sendo bombardeada. 
Em 2022, Kisin participou num dos debates da Oxford Union Society, argumentando que a crise climática global não poderia ser resolvida por protestos "acordados" nos países ricos, mas apenas por avanços tecnológicos no sentido da energia limpa. 